# 闇黒童子
闇黒童子（あんこくどうじ。暗黒童子）は、閻魔大王の眷属。閻魔大王のもとで司命菩薩、司録菩薩、倶生神とともに、所業を読み上げたり、閻魔大王の下した裁きを記録する役割を担っている 。

## 闇黒童子などが合祀される寺社
主に閻魔大王と倶生神などと合祀されている。
- 天王山宝積寺（京都府乙訓郡大山崎町）
- 阿漕山真教寺閻魔堂（三重県津市下弁財町） - 天和2年（1682年）に京都七条仏所の仏師である伝内と作左衛門により作られた[3]
- 壽豊山観音院長圓寺（京都府京都市伏見区淀新町）

## 文化財
文化財に指定されている闇黒童子像を以下に列挙する。
- 天王山宝積寺（京都府乙訓郡大山崎町） 木造闇黒童子坐像 - 国指定重要文化財（鎌倉時代作）[4]
- 阿漕山真教寺閻魔堂（三重県津市下弁財町） 木造闇黒童子半跏像 - 津市指定文化財（江戸時代）[5]